# Taissa Farmiga
Taissa Farmiga (New Jersey, 17 augustus 1994) is een Amerikaanse actrice.Ze staat vooral bekend van haar acteerdebuut in American Horror Story, The Bling Ring , The Nun en The Nun II.
Farmiga groeide op als jongste kind van Oekraïense immigranten in een gezin van zeven kinderen. Ze is het zusje van de eenentwintig jaar oudere Vera Farmiga, die ook actrice is. Taissa Farmiga had aanvankelijk geen interesse om actrice te worden, maar richtte zich na haar rol in het regiedebuut Higher Ground van haar zus, die er zelf de hoofdrol in vertolkt, toch volledig op acteren. Farmiga volgde drie jaar lang les in Amerikaanse gebarentaal.
Op 16-jarige leeftijd begon zij met spelen in American Horror Story. Ze vertolkte de rol van Violet Harmon in  seizoen 1, Sophie Green in seizoen 6 en Zoe Benson in  seizoen 3 en 8. Hierna volgde rollen in onder andere The Final Girls, 6 Years, In a Valley of Violence, The Nun en The Nun II.

## Nominaties
Farmiga werd genomineerd voor een Fright Meter Award voor beste actrice voor de film The Final Girls.

## Trivia
- Farmiga speelde in de film Higher Ground een jongere versie van haar zus Vera, en in At Middleton haar dochter.
- Ze speelde Violet Harmon in het eerste seizoen van American Horror Story, Sophie Green in het zesde seizoen en Zoe Benson in het derde seizoen en het achtste seizoen

- Bibsys: 13065294
- Bibliothèque nationale de France: cb16739093t (data)
- Catàleg d'autoritats de noms i títols de Catalunya: 981058508142406706
- Gemeinsame Normdatei: 1046344102
- International Standard Name Identifier: 0000 0003 8481 1224
- Library of Congress Control Number: no2012135172
- Nationale Bibliotheek van Israël: 987007397029305171
- Nederlandse Thesaurus van Auteursnamen: 397802439
- Système universitaire de documentation: 174356536
- Virtual International Authority File: 277585084
- WorldCat: E39PBJgRVHgCvcd6RMXmbGxxDq